# Vítězslav Lavička
Vítězslav Lavička (ur. 30 kwietnia 1963 w Pilźnie) – czeski trener piłkarski, piłkarz grający na pozycji pomocnika.

## Sukcesy

### Zawodnik
Sparta Praga
- Mistrzostwo Czechosłowacji (7): 1983/1984, 1984/1985, 1986/1987, 1987/1988, 1988/1989, 1989/1990, 1990/1991

### Trener

#### Klubowe
Slovan Liberec
- Mistrzostwo Czech (1): 2005/2006

Sydney FC
- Mistrzostwo Australii (1): 2009/2010[1]

Sparta Praga
- 1/16 Ligi Europy UEFA: 2012/13
- Mistrzostwo Czech (1): 2013/2014[2]
- Zdobywca Pucharu Czech (1): 2013/2014[3]
- Zdobywca Superpucharu Czech (1): 2014

#### Indywidualne
- Trener roku w plebiscycie Fotbalista roku (2): 2006[4], 2016[5]
- Trener miesiąca Gambrinus ligi (4): październik 2012, marzec 2013, październik  2013, kwiecień 2014
- Trener miesiąca PKO Ekstraklasy (2): sierpień 2019[6], listopad 2019[7]